# José de Salamanca
José de Salamanca y Mayol, marquis de Salamanca, né le 23 mai 1811 à Malaga (Espagne) et mort le 27 janvier 1883  à Carabanchel Bajo (Madrid, Espagne), est un homme politique, financier et entrepreneur célèbre, pionnier des chemins de fer espagnols.

## L'homme politique
Après avoir terminé des études en droit et en philosophie à l'université de Grenade en 1828, il entre en contact avec des opposants à Ferdinand VII d'Espagne. Ses ardeurs révolutionnaires se calment vite. Grâce aux amitiés politiques de son père, il devient maire de la commune de Monóvar, dans la province d'Alicante, en 1833. La régence troublée de Marie-Christine de Bourbon le propulse au premier plan de la vie politique nationale. En 1837, à l'issue du pronunciamento de La Granja, il est élu au nouveau parlement comme député de Malaga.
Une fois installé à Madrid, il montre de grands talents pour la négociation. En 1839, il obtient le monopole sur le sel et commence à investir à la bourse de Madrid. Nommé ministre en 1847, il devient de facto président du conseil en octobre de la même année après la démission de Joaquín Francisco Pacheco. Il est destitué par le nouveau président du conseil Florencio García Goyena, tandis qu'une enquête parlementaire est ouverte à propos de supposées malversations. Lorsque la reine Isabelle II renvoie tout le gouvernement pour nommer Ramón María Narváez y Campos président du conseil, José de Salamanca, déjà fâché avec ce dernier, préfère s'exiler en France. Il y restera jusqu'en 1849.
La révolution libérale de 1854 le chasse à nouveau dans des conditions rocambolesques. Poursuivi par une foule hostile qui vient de mettre le feu à sa maison, il s'enfuit déguisé en mécanicien après s'être emparé d'une de ses locomotives en gare d'Atocha. De retour aux affaires en 1856, il est nommé sénateur.

## Un pionnier des chemins de fer
Visionnaire, José de Salamanca crée la seconde ligne d'Espagne et la première au départ de Madrid, avec la Compañia del Camino de Hierro Maria Cristina. Ce chemin de fer de Madrid à Aranjuez est le premier d'une longue série. S'associant avec les Rothschild, il crée la Compañia de los ferrocarriles de Madrid a Zaragoza y Alicante qui deviendra l'une des principales compagnies de chemins de fer espagnole. Aux États-Unis, il investit dans l'Atlantic and Great Western Railroad.